# 夾擠定理
夾擠定理（英語：squeeze theorem），又稱夹逼定理、夹极限定理、三明治定理、逼近定理、迫敛定理，是有關函數的極限的数学定理。指出若有兩個函數在某點的極限相同，且有第三個函數的值在這兩個函數之間，则第三個函數在該點的極限也相同。

## 定义
設{\displaystyle I}為包含某點{\displaystyle a}的區間，{\displaystyle f,g,h}為定義在{\displaystyle I}上，可能不包含a点的函數。若對於所有屬於{\displaystyle I}而不等於{\displaystyle a}的{\displaystyle x}，有：
- {\displaystyle g(x)\leq f(x)\leq h(x)}
- {\displaystyle \lim _{x\to a}g(x)=\lim _{x\to a}h(x)=L}

則{\displaystyle \lim _{x\to a}f(x)=L}。
{\displaystyle g(x)}和{\displaystyle h(x)}分別稱為{\displaystyle f(x)}的下界和上界。
{\displaystyle a}若在{\displaystyle I}的端點，上面的極限是左極限或右極限。
對於{\displaystyle x\to \infty }，這個定理還是可用的。

## 例子

### 有关正弦函数的极限
对于 {\displaystyle \lim _{x\to 0}x^{2}\sin {\frac {1}{x}}}，
在任何包含0的區間上，除了{\displaystyle x=0}，{\displaystyle f(x)=x^{2}\sin {\frac {1}{x}}}均有定義。
對於實數值，正弦函數的絕對值不大於1，因此{\displaystyle f(x)}的絕對值也不大於{\displaystyle x^{2}}。設{\displaystyle g(x)=-x^{2}}, {\displaystyle h(x)=x^{2}}：
{\displaystyle -1\leq \sin {\frac {1}{x}}\leq 1}
{\displaystyle -x^{2}\leq x^{2}\sin {\frac {1}{x}}\leq x^{2}}
{\displaystyle g(x)\leq f(x)\leq h(x)}
{\displaystyle \lim _{x\to 0}\ g(x)=\lim _{x\to 0}\ h(x)=0}，根據夾擠定理
{\displaystyle \lim _{x\to 0}f(x)=0}。
对于 {\displaystyle \lim _{x\to 0}{\frac {\sin x}{x}}}，
首先用幾何方法證明：若{\displaystyle 0<x<{\frac {\pi }{2}}}，{\displaystyle \cos x<{\frac {\sin x}{x}}<1}。
稱(1,0)為D。A是單位圓圓周右上部分的一點。{\displaystyle C}在{\displaystyle OD}上，使得{\displaystyle AC}垂直{\displaystyle OD}。過{\displaystyle A}作單位圓的切線，與{\displaystyle OD}的延長線交於{\displaystyle E}。
由定義可得{\displaystyle x=\angle AOD=arcAD}，{\displaystyle \tan x=AE}。
{\displaystyle AC<AD<arcAD}
{\displaystyle \sin x<x}
{\displaystyle {\frac {\sin x}{x}}<1}
{\displaystyle arcAD<AE}
{\displaystyle x<\tan x}
{\displaystyle \cos x<{\frac {\sin x}{x}}}
因為{\displaystyle \lim _{x\to 0^{+}}\cos x=1}，根據夾擠定理
{\displaystyle \lim _{x\to 0^{+}}{\frac {\sin x}{x}}=1}。
另一邊的極限可用這個結果求出。

### 高斯函數
高斯函數的積分的應用包括連續傅立葉變換和正交化。
一般高斯函數的積分是{\displaystyle I(a)=\int _{0}^{a}e^{-x^{2}}\,dx}，現在要求的是{\displaystyle I(\infty )=\int _{0}^{\infty }e^{-x^{2}}\,dx}。
被積函數對於y軸是對稱的，因此{\displaystyle I(\infty )}是被積函數對於所有實數的積分的一半。
{\displaystyle (2I)^{2}=\left[2\int _{0}^{a}e^{-x^{2}}dx\right]^{2}=\left[\int _{-a}^{a}e^{-x^{2}}dx\right]^{2}=\int _{-a}^{a}\int _{-a}^{a}e^{-(x^{2}+y^{2})}dxdy}
這個二重積分在一個{\displaystyle (-a,-a),(-a,a),(a,-a),(a,a)}的正方形內。它比其內切圓大，比外接圓小。這些可用極坐標表示：
{\displaystyle \int _{0}^{2\pi }\int _{0}^{a}re^{-r^{2}}\,dr\,d\theta \leq (2I)^{2}\leq \int _{0}^{2\pi }\int _{0}^{a{\sqrt {2}}}re^{-r^{2}}\,dr\,d\theta }
{\displaystyle \pi (1-e^{-a^{2}})\leq (2I)^{2}\leq \pi (1-e^{-2a^{2}})}
{\displaystyle \lim _{a\to \infty }\pi \left(1-e^{-a^{2}}\right)=\lim _{a\to \infty }\pi \left(1-e^{-2a^{2}}\right)=\pi \vdash [2I(\infty )]^{2}=\pi }
{\displaystyle \lim _{a\to \infty }(2I)^{2}=\pi }
{\displaystyle I(\infty )={\frac {\sqrt {\pi }}{2}}}

## 證明

### 極限為0的情況
若{\displaystyle \forall x\in \mathbb {R} }，{\displaystyle g(x)=0}，而且{\displaystyle \lim _{x\to a}h(x)=0}。
設{\displaystyle \varepsilon >0}，根據函數的極限的定義，存在{\displaystyle \delta >0}使得：若{\displaystyle 0<|x-a|<\delta }，則{\displaystyle |h(x)|<\varepsilon }。
由於
{\displaystyle 0=g(x)\leq f(x)\leq h(x)}，故{\displaystyle |f(x)|\leq |h(x)|}。
若 {\displaystyle 0<|x-a|<\delta }，則{\displaystyle |f(x)|\leq |h(x)|<\varepsilon }。於是，{\displaystyle \lim _{x\to a}f(x)=0}。

### 一般情況
{\displaystyle g(x)\leq f(x)\leq h(x)}
{\displaystyle 0\leq f(x)-g(x)\leq h(x)-g(x)}
當{\displaystyle x\to a}：
{\displaystyle h(x)-g(x)\to L-L=0}
根據上面已證的特殊情況，可知{\displaystyle f(x)-g(x)\to 0}。
{\displaystyle f(x)=[f(x)-g(x)]+g(x)\to 0+L=L}。